# Navalagamella
Navalagamella ist ein zentralspanischer Ort und eine Berggemeinde (municipio) mit 3.111 Einwohnern (Stand: 2024) im Nordwesten der Autonomen Gemeinschaft Madrid.

## Lage und Klima
Navalagamella liegt in der Sierra de Guadarrama knapp 38 km westnordwestlich der Stadt Madrid in einer Höhe von ca. 755 m. Durch die Gemeinde fließt der Río Perales. Das Klima im Winter ist kühl, im Sommer dagegen trotz der Höhenlage gemäßigt bis warm; Niederschläge – manchmal auch in Form von Schnee – (ca. 520 mm/Jahr) fallen überwiegend im Winterhalbjahr.

## Bevölkerungsentwicklung
| Jahr      | 1970 | 1981 | 1991 | 2001 | 2011 | 2021 |
| Einwohner | 502  | 508  | 627  | 1200 | 2367 | 2720 |

Der anhaltende Bevölkerungsanstieg mit den 2000er Jahren ist im Wesentlichen auf die relative Nähe zum Großraum Madrid zurückzuführen. Darüber hinaus spielt auch der zunehmende innerspanische Tourismus eine wichtige Rolle für die Entstehung von Arbeitsplätzen und die Neuansiedlung von Familien.

## Sehenswürdigkeiten
- mittelalterliche Brücke von El Pasadero (Puente del Pasadero) über den Perales
- Uhrenturm

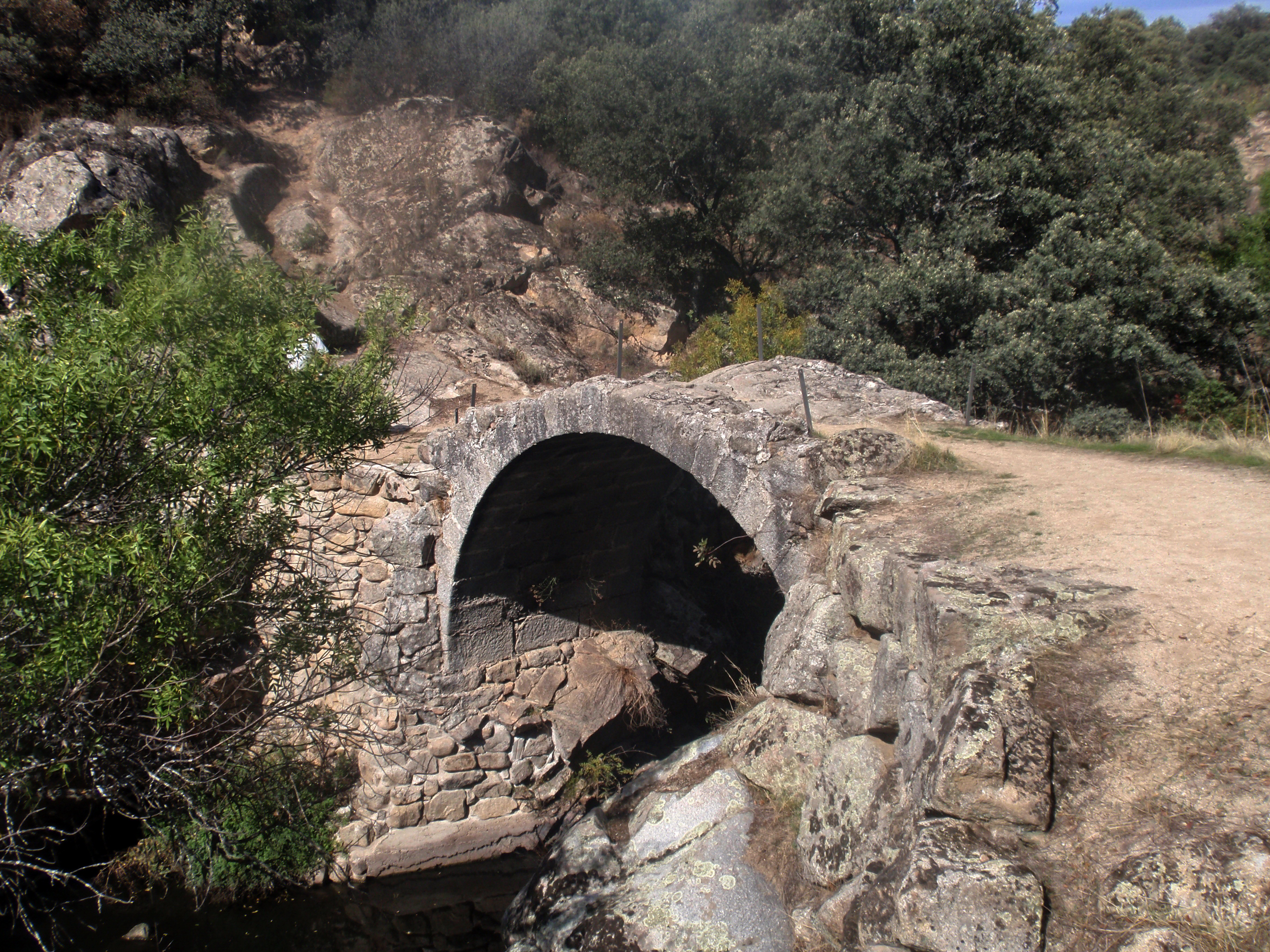
Puente del Pasadero
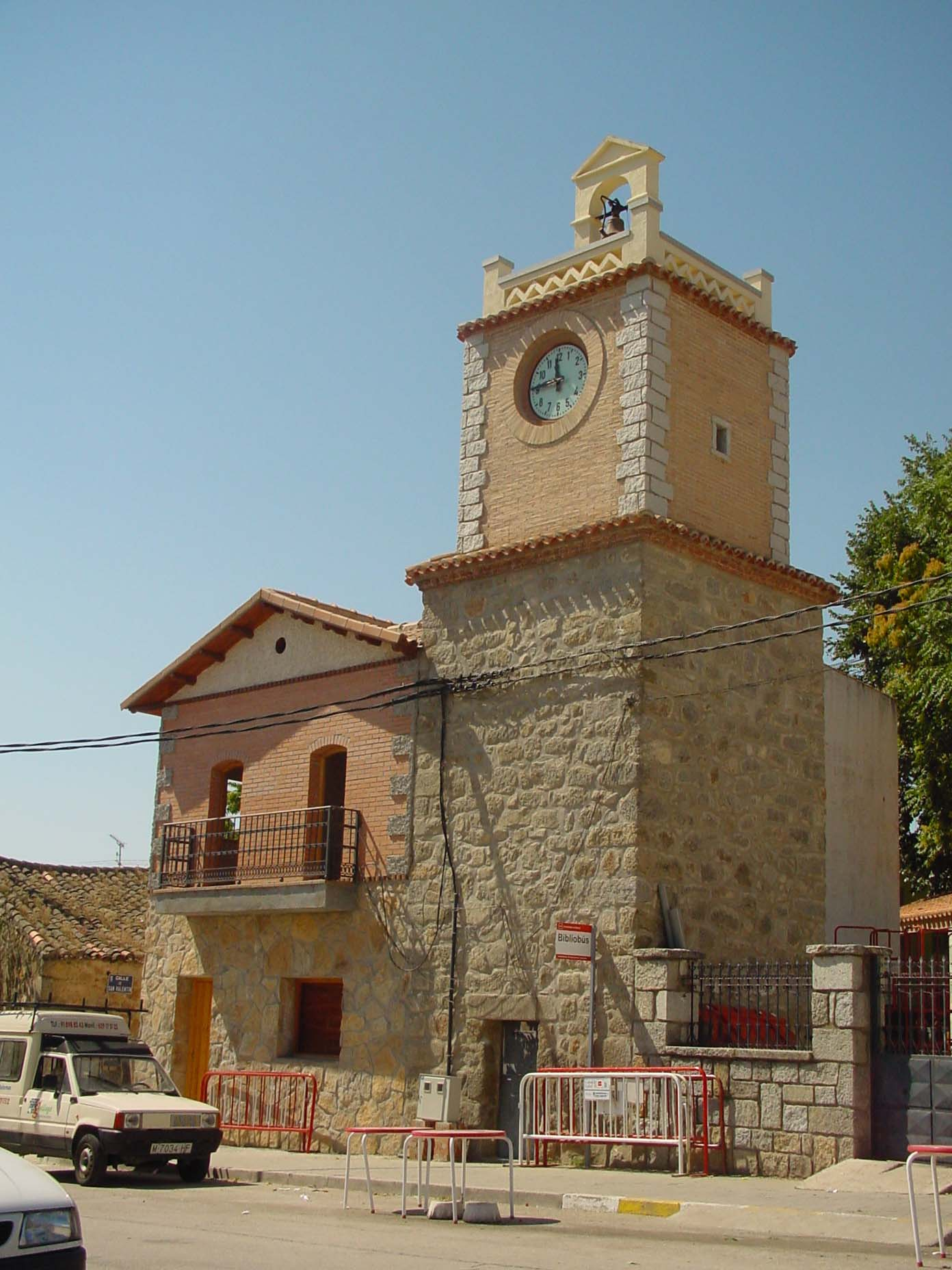
Uhrenturm